# International MaxxPro
International MaxxPro – bojowy wóz opancerzony typu MRAP, zaprojektowany przez amerykańską spółkę Navistar Defense, będącą częścią Navistar International, wraz z izraelskim producentem Plasan Sasa, który odpowiada za wytwarzanie pancerza pojazdu.
Pojazd od samego początku był projektowany pod kątem programu amerykańskiej armii o nazwie MRAP, kierowanego przez US Marine Corps oraz bliźniaczego programu MMPV, kierowanego z kolei przez US Army. Produkowany od 2007 roku.
International MaxxPro, według kategoryzacji MRAP zaliczany jest do kategorii I oraz II, w zależności od przeznaczenia produkowanego pojazdu oraz jego przestrzeni pasażerskiej. Firma Navistar produkuje pojazdy MaxxPro w obu wersjach, jednak większość wozów, które zjechały z linii produkcyjnej zaliczana jest do kategorii I.
MaxxPro w wersji Plus posiada zamontowane z tyłu pojazdu podwójne koła, co bezpośrednio wpływa na zwiększenie jego ładowności. Podwójne koła tylne posiadają także wariant MaxxPro przystosowany do ochrony załogi przed pociskami EFP, a także pojazd MaxxPro zaadaptowany na ambulans.
W 2010 roku opracowano ulepszony model MaxxPro Dash, charakteryzujący się skróconą długością, mocniejszym silnikiem 375 KM  i lepszą manewrowością.
Główne wersje używane przez siły zbrojne USA:
- M1224 MaxxPro - podstawowa wersja wozu chroniącego przed wybuchami min, bazującego na cywilnych ciężarówkach rodziny International 7000,napęd zapewnia silnik  DT 530 o mocy 330 KM
- M1234 MaxxPro Plus  - wersja o powiększonej masie maksymalnej, łatwa do odróżnienia po podwójnym ogumieniu na tylnej osi, zwiększona jest również moc napędu (silnik MaxxForce 10 z 375 KM), wóz przystosowany jest do przenoszenia dodatkowego opancerzenia Frag Kit 6 przeciw ładunkom formowanym wybuchowo.
- M1235 MaxxPro Dash - lżejsza, mniejsza wersja MaxxPro mająca być mniej podatna na wywrotki. Można ją rozróżnić po tym że obrotnica jest ustawiona bezpośrednio nad dachem wozu, nie ma charakterystycznego podwyższenia. Napęd zapewnia silnik MaxxForce 10 generujący 375 KM.
- M1235A1 MaxxPro Dash DXM - waraint Dash z niezależnym zawieszeniem TAK4, polepszającym dzielność terenową

## Użytkownicy

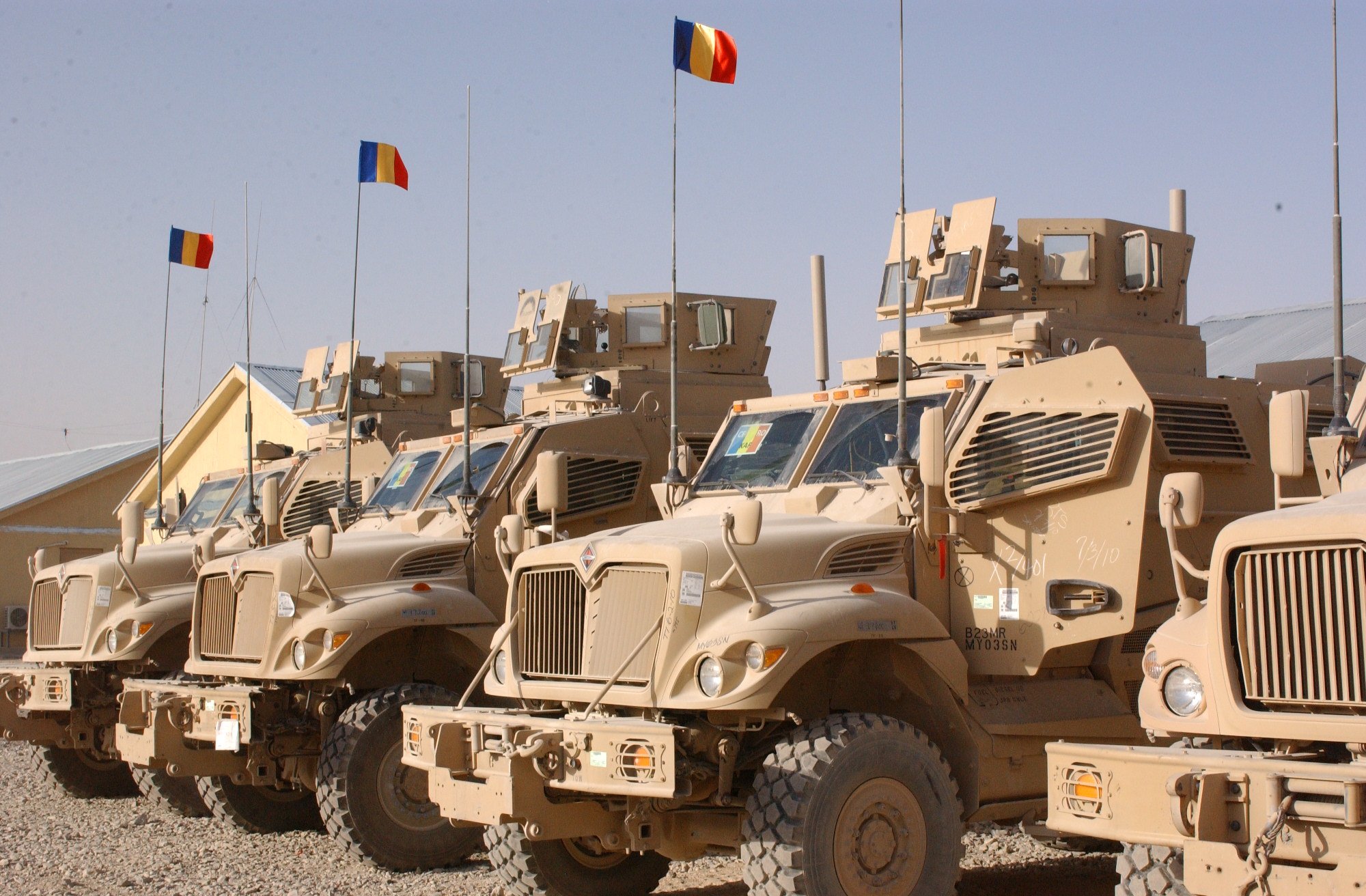

- Chorwacja – kilkanaście pojazdów służących w kontyngencie wojsk chorwackich w Afganistanie[4]. W kwietniu 2014 USA przekazały Chorwacji 30 pojazdów MaxxPro[5]
- Grecja – 5 MaxxPro otrzymane od US Army i używane w Afganistanie,
- Węgry,
- Polska – 30 MaxxPro wypożyczonych przez USA dla polskiego kontyngentu w Afganistanie od września 2010[6], od marca 2011 uzupełnione 20 MaxxPro Dash[2]
- Rumunia – 60 MaxxPro Dash w służbie wojsk rumuńskich w Afganistanie,
- Singapur – 15 MaxxPro Dash wchodzących w skład armii Singapuru[7], rozlokowanych w Afganistanie w ramach struktury militarnej Międzynarodowych Sił Wsparcia Bezpieczeństwa,
- Korea Południowa – 10 MaxxPro Dash wchodzi w skład armii Korei Południowej, stacjonującej w Charika, jako część Międzynarodowych Sił Wsparcia Bezpieczeństwa w Afganistanie,
- Ukraina – 240 MaxxPro od 2023 roku
- Stany Zjednoczone – 633 MaxxPro Dash i 301 MaxxPro LWB od 2022 r., w rezerwie armii amerykańskiej.